# Gilbert Schaller
Gilbert Schaller (n, 17 de marzo de 1969 en Bruck an der Mur, Austria) es un jugador de tenis con nacionalidad austriaca. En su carrera ha conquistado un torneo a nivel ATP, su mejor posición fue n.º 17 en octubre de 1995. 

## Títulos (1; 1+0)

### Individuales (1)
| Leyenda                |
| Grand Slam (0)         |
| Tennis Masters Cup (0) |
| ATP Masters Series (0) |
| ATP Tour (1)           |

| N.º | Fecha | Torneo     | Superficie    | Oponentes en la final | Resultado |
| --- | ----- | ---------- | ------------- | --------------------- | --------- |
| 1.  | 1995  | Casablanca | Tierra batida | Albert Costa          | 6–4, 6–2, |

## Ranking ATP al finalizar cada temporada
| Año                     | 1987 | 1988 | 1989 | 1990 | 1991 | 1992 | 1993 | 1994 | 1995 | 1996 | 1997 | 1998 | 1999 |
| Ranking en individuales | 519  | 259  | 262  | 246  | 401  | 82   | 78   | 48   | 20   | 93   | 97   | 302  | 490  |